# Erich Mühsam
Erich Mühsam (ur. 6 kwietnia 1878 w Berlinie, zm. 10 lipca 1934 w obozie koncentracyjnym w Oranienburgu) – niemiecki działacz polityczny, anarchista, dziennikarz i pisarz.

## Życiorys
W 1919 członek władz Bawarskiej Republiki Rad, po jej upadku skazany na piętnaście lat więzienia, uwolniony w 1924 w wyniku amnestii. Po dojściu NSDAP do władzy, aresztowany 28 lutego 1933, bezpośrednio po pożarze Reichstagu i osadzony w obozie koncentracyjnym. Ze względu na swoją wpływową działalność polityczną i dziennikarską, zamordowany przez hitlerowców (najprawdopodobniej przez Theodora Eicke i dwóch SA-mannów z załogi obozu). Mord upozorowano na samobójstwo. Według Joachima Festa zamordowanie Mühsama było częścią porachunków NSDAP z przeciwnikami politycznymi w ramach nocy długich noży.